# マーストリヒト包囲戦 (1793年)
マーストリヒト包囲戦（マーストリヒトほういせん、オランダ語: Beleg van Maastricht）はフランス革命戦争中の1793年、フランシスコ・デ・ミランダ率いるフランス革命政府軍による、マーストリヒトを占領するための戦闘。包囲は2月から3月初にかけて行われたが、フランス軍がアルデンホーフェンの戦いで敗れるとマーストリヒトの包囲は解かれた。

## 背景
1789年7月14日のバスティーユ襲撃により、フランス革命がパリで勃発した。マーストリヒト近くのリエージュでもリエージュ革命が8月に勃発しており、オーストリア領ネーデルラント全体でもブラバント革命が勃発した。

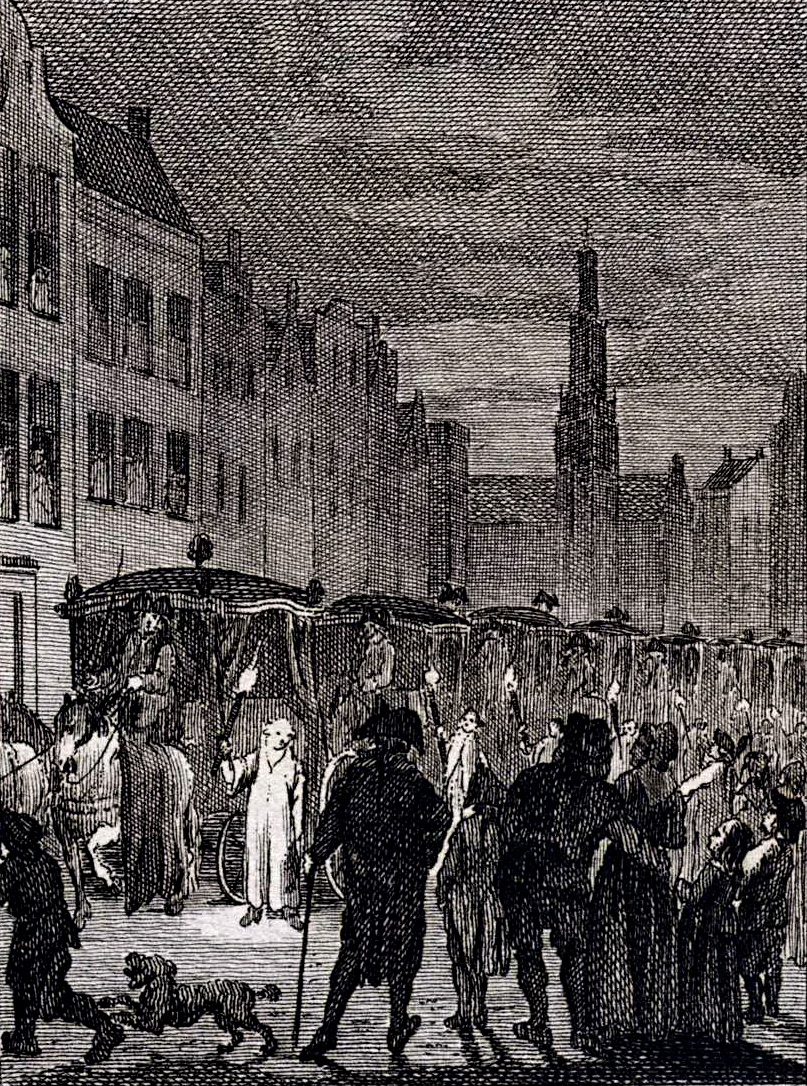
1791年にマーストリヒトで行われた、マイユボワ侯爵の葬式。

フランス革命により、多くの難民（主に聖職者と貴族）がフランスを脱出した。その一部がフランス亡命軍に従軍した。マーストリヒトに移住した者もいたが、その慣習が一般市民とは異なったためマーストリヒトで彼らの姿が見られることは少なかった。1792年、マーストリヒトにおける王党派と反革命派移民の数が最大になり、聖職者だけでも司祭520人、司教5人がいた。彼らは主にフランスのノール県から逃亡してきた。
パリを支配したジロンド派は国民の目を内政問題から逸らすために対外戦争（第一次対仏大同盟戦争、またはフランス革命戦争）をおこした。1792年4月20日、国民公会は開戦を議決した。7月、フランス革命軍はリエージュの革命はとともにオーストリア領ネーデルラントに入り、同11月にはシャルル・フランソワ・デュムーリエがジュマップの戦いで勝利を飾った。これにより、オーストリア領ネーデルラント、リエージュ司教領、ブラバント公国がフランスに占領された。1792年12月、ベネズエラ総督領出身のフランシスコ・デ・ミランダはオーストリア領ゲルデルンのルールモントを占領、ルールモント司教はフェンローに逃亡した。フェンローはプロイセン王国による要塞化でより長く抵抗することができると考えられたが、シント＝ミヒール砦が1793年2月12日に陥落、フランス軍はそこからフェンロー市を攻撃した（フェンロー包囲戦 (1793年)も参照）。
オーストリア領ネーデルラント侵攻が成功を収めたため、フランスは自信を持ち、1793年2月1日にネーデルラント連邦共和国（オランダ）とグレートブリテン王国（イギリス）に宣戦布告した。オランダへの侵攻は二手に分かれて行われた。デュムーリエは沿岸部を進んでブレダまで侵攻、ミランダはマース川沿いに進んだ。次の標的はリエージュとオランダの共同統治地であるマーストリヒトだった。

## 包囲戦
1793年2月6日、ミランダは軍勢1万5千でマーストリヒトを包囲した。塹壕は21日から掘られ、3日後には10日間の砲撃が始まった。マーストリヒトの守備は総督のフリードリヒ・フォン・ヘッセン＝カッセル＝ルンペンハイム率いる守備軍、およびジャン・テレーズ・ド・ボーモン・ドーティシャン将軍率いる王党派のフランス貴族の派遣軍が担当した。
オーストリア軍が1793年3月1日のアルデンホーフェンの戦いで勝利した後、オーストリア軍5万とプロイセン軍2万が突如マーストリヒトに現れ、不意を突かれたミランダは3月3日に包囲を解いた（敗走したとする文献もある）。フランス軍は3月18日のネールウィンデンの戦いで再びオーストリア・プロイセン連合軍に敗れ、フランス軍はオーストリア領ネーデルラントから追い出された。

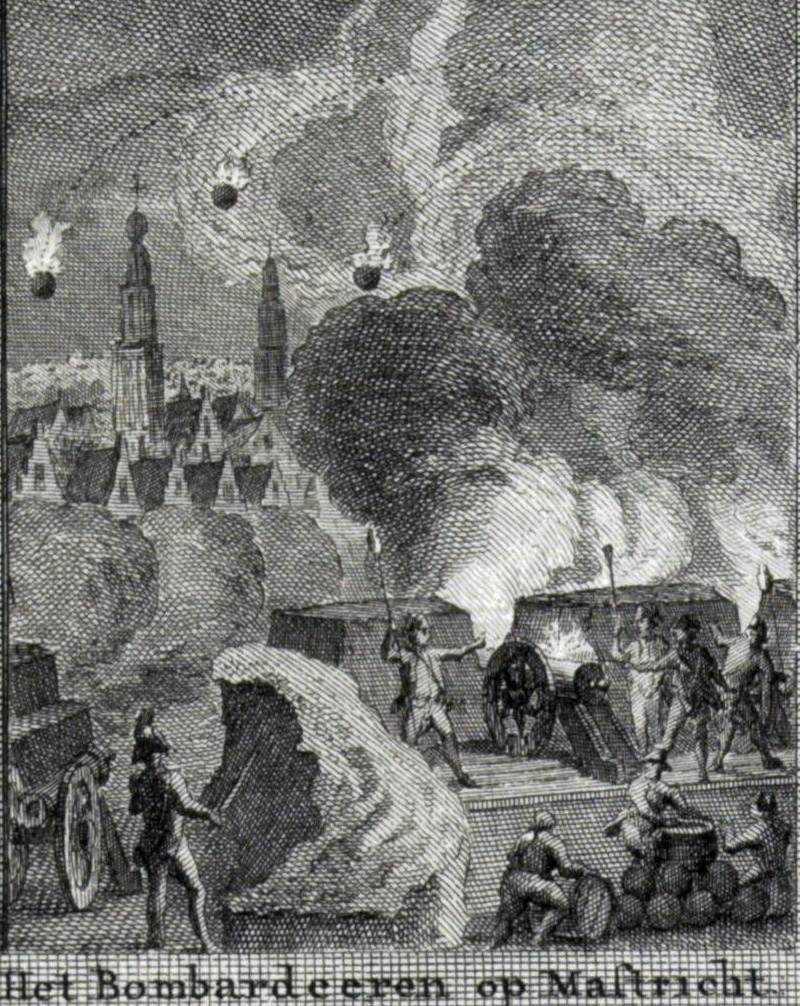
マーストリヒトへの砲撃
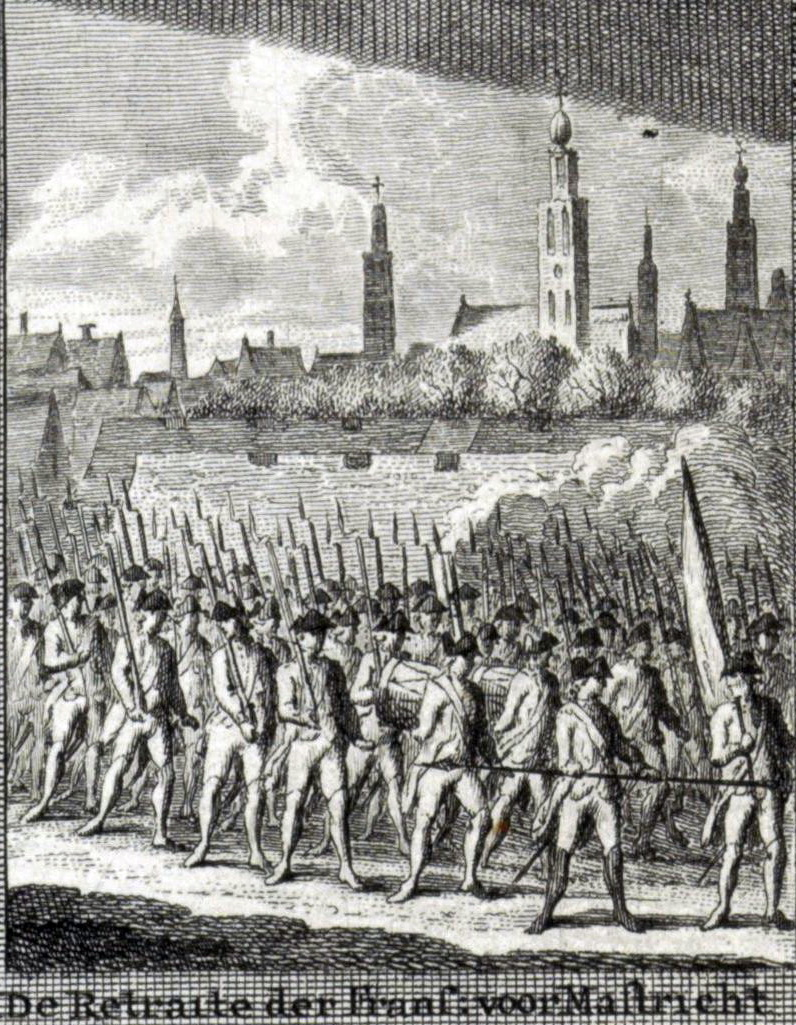
包囲を解くフランス軍
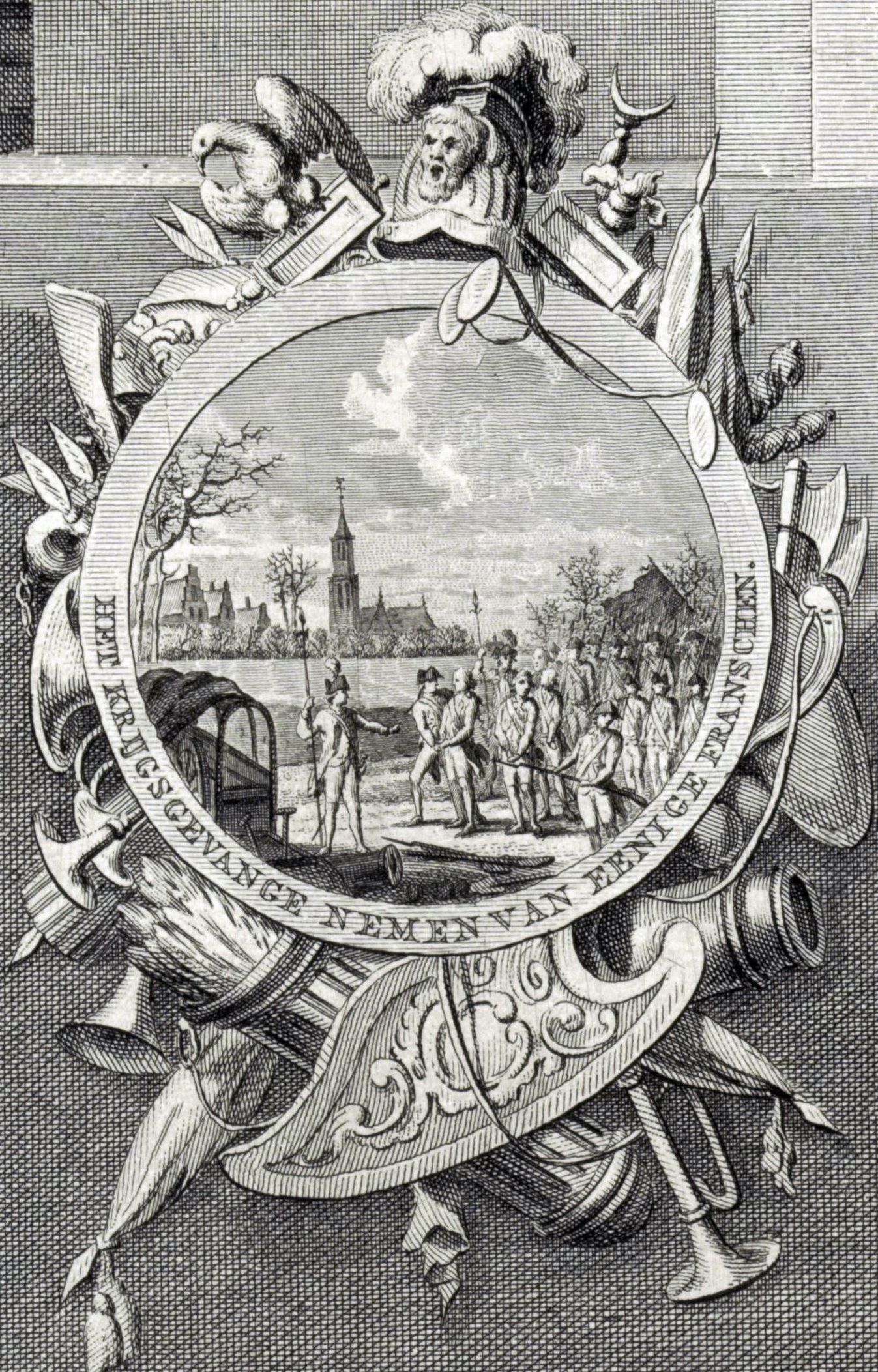
捕虜になったフランス軍
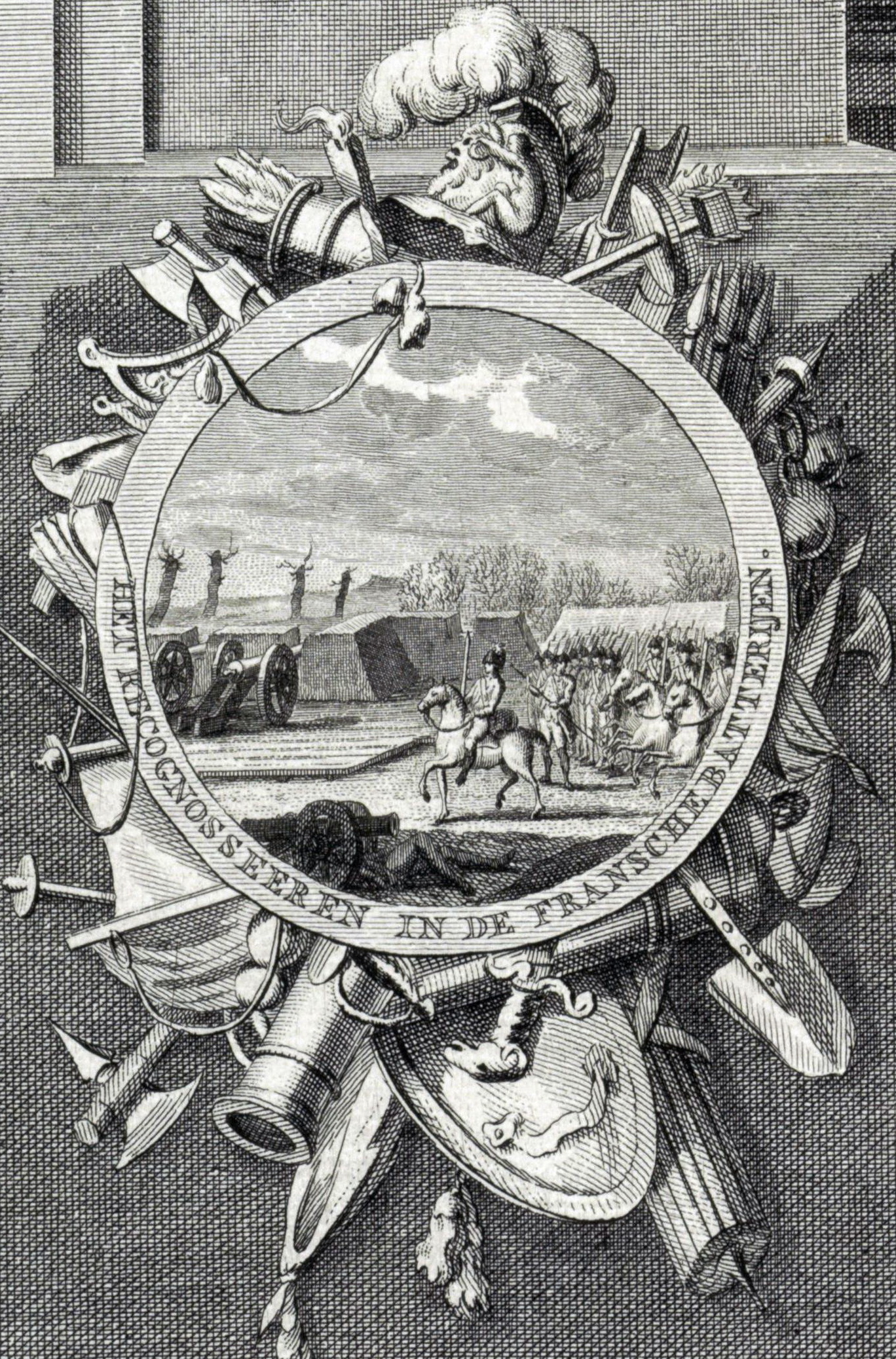
放棄されたフランス軍の大砲

## 影響

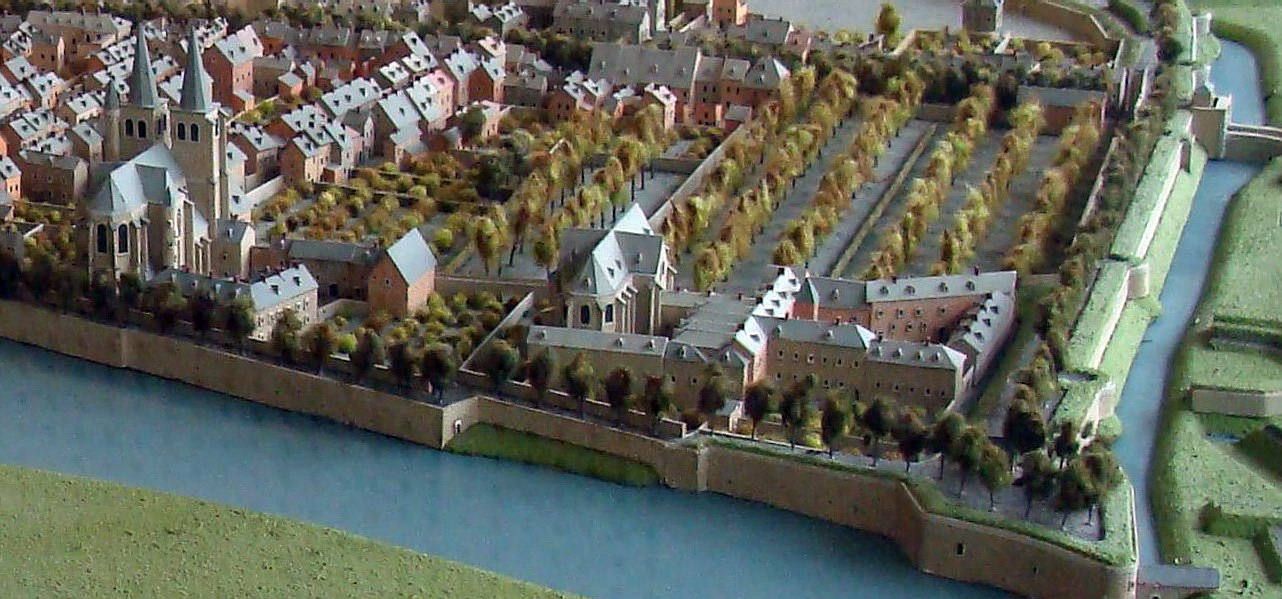
破壊を受けたマーストリヒト北西部。画像はマーストリヒトのマケットの複製品、原作は1750年、撮影は2010年。

2月24日から3月2日にかけての激しい砲撃により、マーストリヒトでは家屋841軒が全壊か半壊し、修道院の一部も破壊された。マーストリヒト市役所は北側が砲撃を受け、テオドール＝エドモン・プリュミエ作の煙突とトンマーゾ・ヴァサッリによるしっくい細工が失われた。損害の大半はマーストリヒト北西部に集中していた。
包囲戦は政治的には何ら影響をきたさなかった。マーストリヒトは神聖ローマ帝国内のリエージュ司教領とネーデルラント連邦共和国（オランダ）の共同統治領のままだった。しかし、1年半後にジャン＝バティスト・クレベール将軍率いるフランス軍が舞い戻り、再び包囲されたマーストリヒトは6週間耐えた後降伏した。マーストリヒトはその後20年間、フランス領となった。
フランシスコ・デ・ミランダはデュムーリエと同じく、1か月後に反革命の疑いで逮捕されたが、釈放された。その後、彼はナポレオン戦争とイスパノアメリカ独立戦争で大きな役割を果たし、特にベネズエラでは国民的英雄として称えられた。フリードリヒ・フォン・ヘッセン＝カッセル＝ルンペンハイムは出版物で「マーストリヒトの救世主」と称賛され、1794年までマーストリヒト総督のままとなった。第二次包囲戦の後、彼はドイツにある家族領に戻った。

## ギャラリー

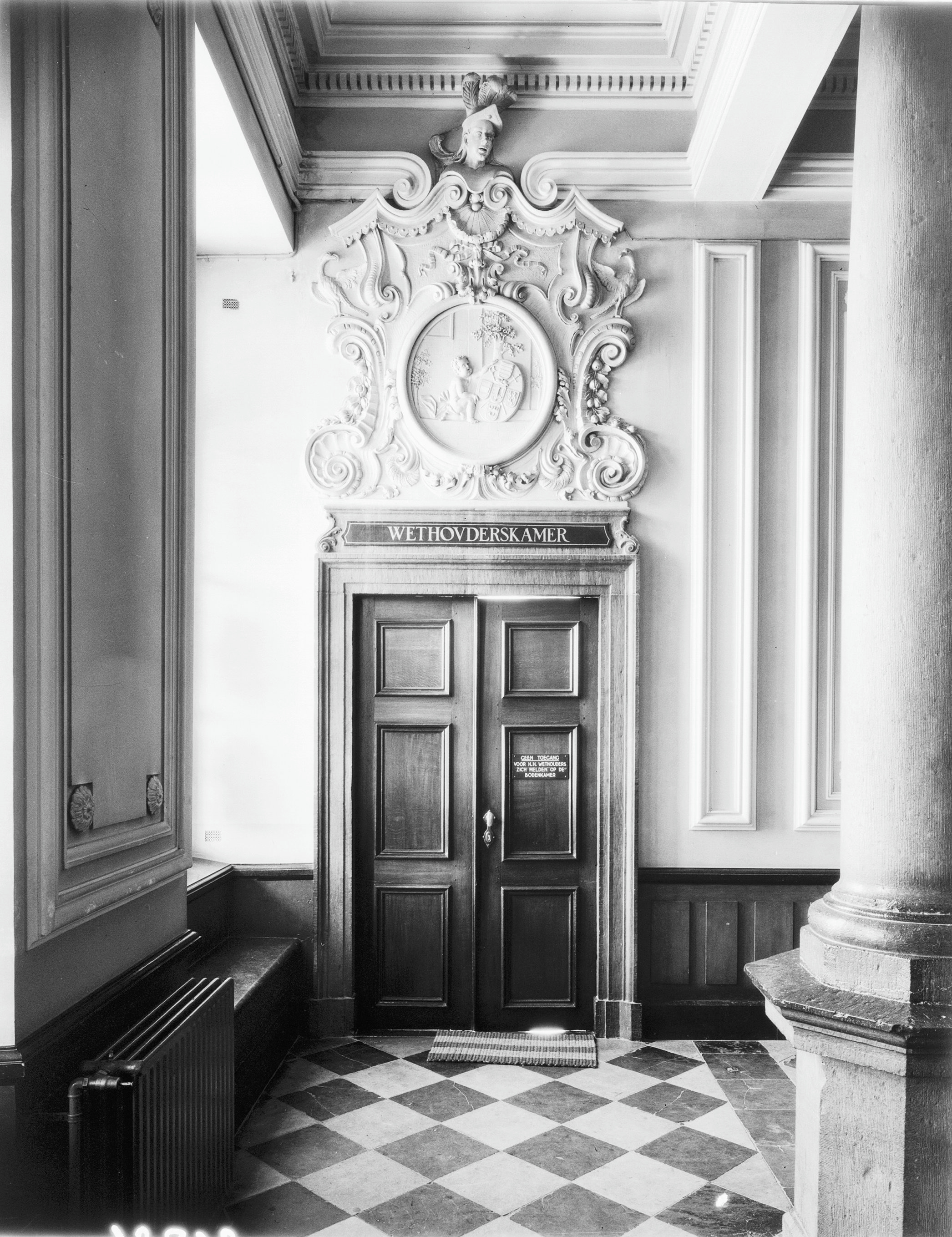
マーストリヒト市役所（オランダ語版）
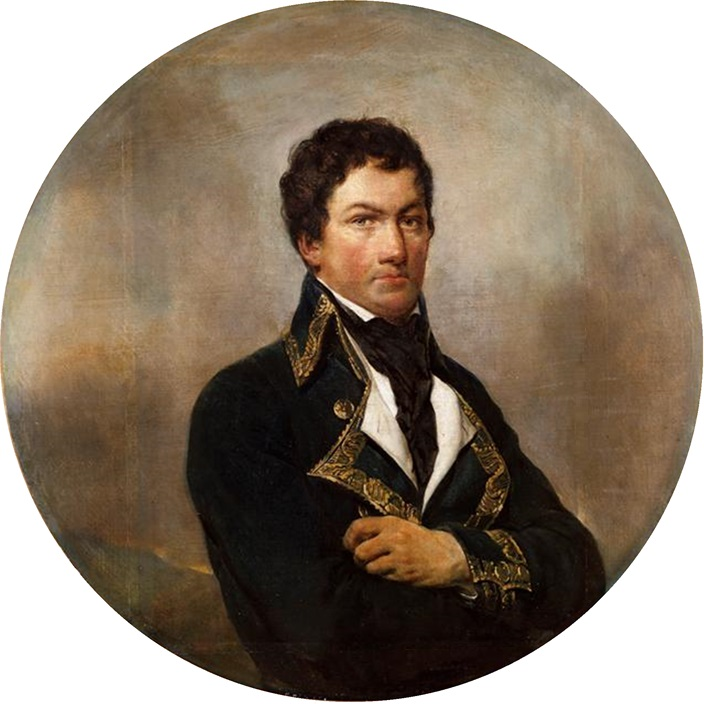
フランシスコ・デ・ミランダ
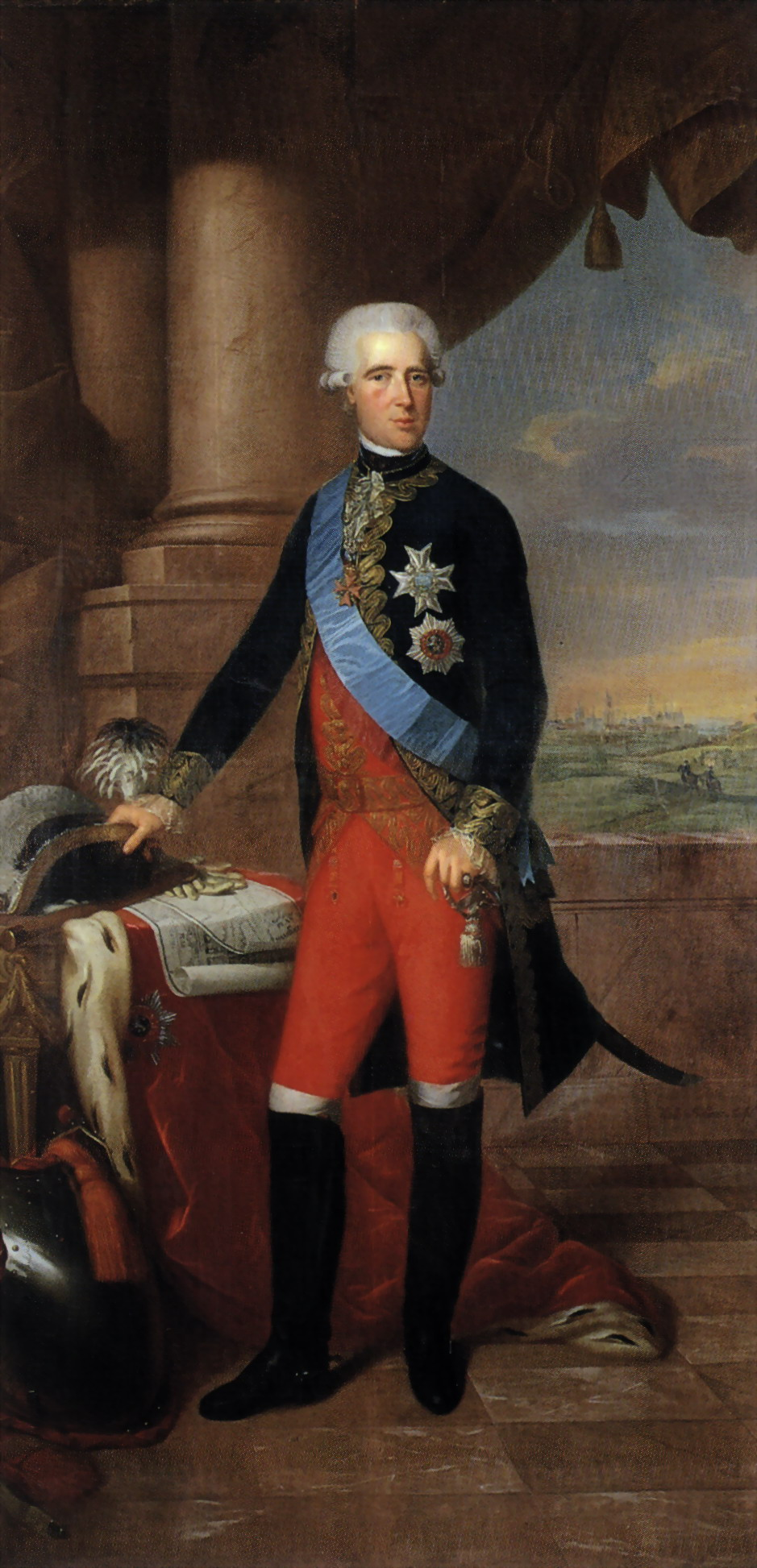
フリードリヒ・フォン・ヘッセン＝カッセル＝ルンペンハイム
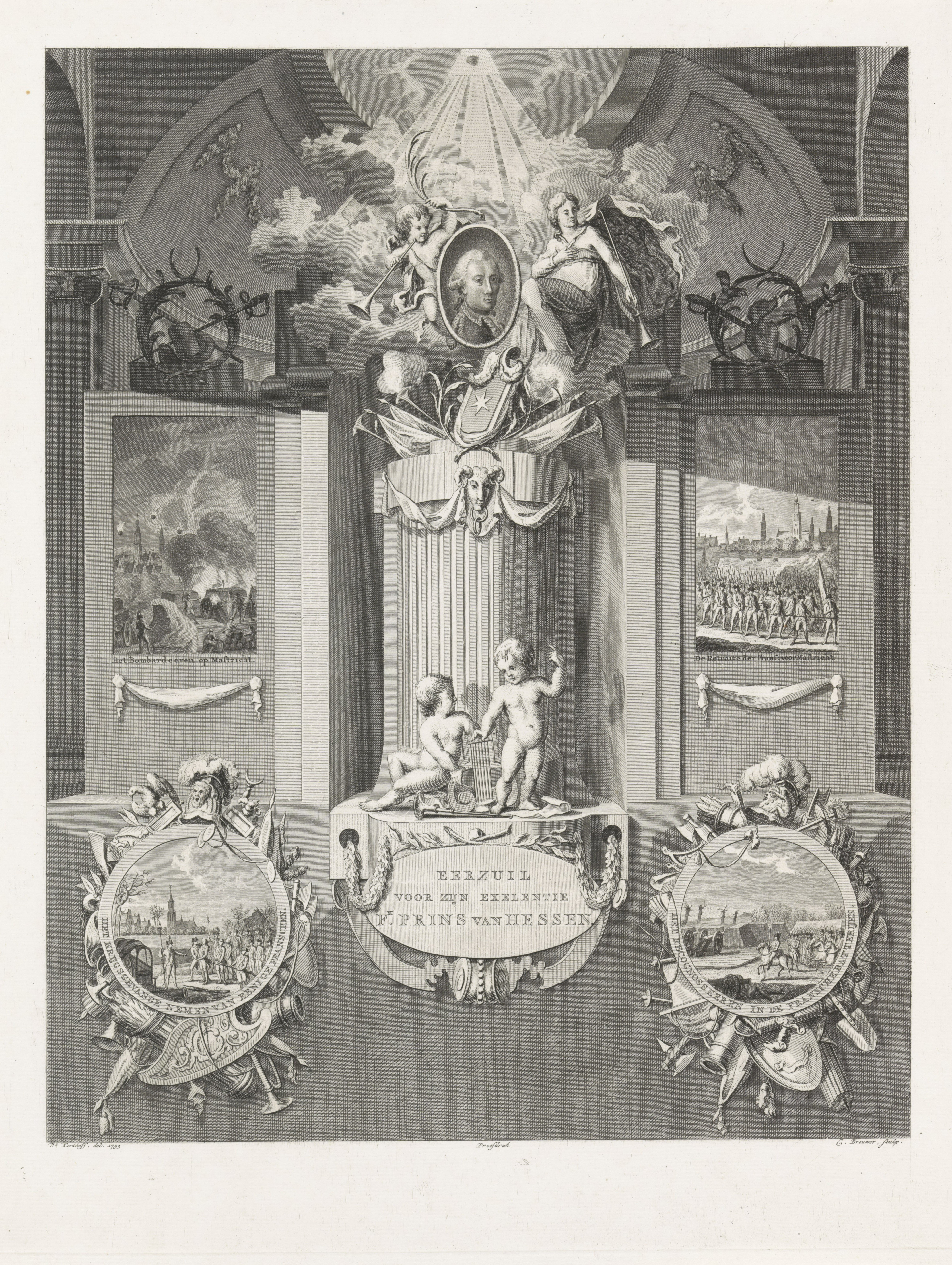
フリードリヒ・フォン・ヘッセン＝カッセル＝ルンペンハイムの記念柱